# Internet Engineering Steering Group
El Internet Engineering Steering Group (o  Grupo Directivo de Ingeniería de Internet, IESG por su sigla en inglés) es un organismo compuesto por el presidente del Internet Engineering Task Force (IETF) y directores de área. Proporciona la revisión técnica final de los estándares de Internet y es responsable de la gestión del día a día de la IETF. Recibe las apelaciones de las decisiones de los grupos de trabajo, y el IESG toma la decisión de avanzar documentos en el desarrollo de las normas.

## Membresía
El presidente de la IESG es el director del Área General, quien también sirve como Presidente de la IETF. Los miembros de la IESG incluyen a los dos directores de cada una de las siguientes áreas:
- Zona de aplicaciones(app)
- Área de Internet (int)
- Área de Operaciones y Área de Gestión de Red (ops)
- Área de Routing (RTG)
- Área de Aplicaciones en tiempo real y Área de Infraestructura (rai)
- Área de Seguridad (s)
- Área de Transporte y Servicios (tsv) - con frecuencia también se conoce como el «área de transporte»

Los miembros de enlace y ex officio incluyen:
- Director Ejecutivo de la IETF
- Presidente de la Internet Architecture Board (IAB)
- Enlace designados de la IAB
- Enlace con la Internet Assigned Numbers Authority (IANA)
- Enlace con el editor de Request for Comments (RFC)